# 釜山社会情報フォーラム
釜山社会情報フォーラム（プサンしゃかいじょうほうフォーラム、Busan Social Information Forum, 略称：BSIF, 朝: 부산사회정보포럼））は、ハスンム代表を中心に、2003年3月1日、釜山青年フォーラムに創立。 釜山フォーラムに続き、釜山地域で二番目に設立された非営利のフォーラム団体である。

## 概要
2004年4月11日、全国に散在三十三つの地域フォーラムの連合体である全国フォーラム連合のメンバー団体で社団法人釜山フォーラムと一緒に参加し、2016年度にジョンポ連が解散されるまで、全国的なフォーラムの活動に参加し、以後、釜山を中心に、全国各地の様々な分野で活動している専門家と非専門家の間のオンラインネットワークを構築し、活動してきており、人的交流を通じ、階層間の相互交流及び各種地域情報を提供している。

## 事業概要
- セミナーとシンポジウムの開催
- 会員相互の親睦と交流のためのビジネス
- 政策代案の導出とその拡散させる事業
- 国家の重要事案について意見発表
- その他の地域や国家の発展に寄与する事業
- 就職情報の提供

## 沿革
- 2020年3月06日、釜山社会情報フォーラム、非営利社会団体の再登録完了
- 2020年2月24日、韓国社会政策フォーラムで「釜山社会情報フォーラム」に団体名変更•規約改正、社会団体の再登録を申請
- 2017年9月14日、河承武代表の青瓦台予防(大韓民国兵役名門家選定)
- 2015年6月10日、韓国PR専門家フォーラム(KPRF)から「韓国社会政策フォーラム」に団体名を変更
- 2007年6月21日、釜山青年フォーラムで「韓国PR専門家フォーラム(KPRF)」に団体名を変更
- 2006年4月01日、河承武代表<社団法人全国フォーラム連合と21世紀盆唐フォーラム>李永海常任代表から功労牌受ける。
- 2003年4月11日、全国フォーラム連合の創立発起人および会員団体に参加（河承武代表全国フォーラム連合の副代表兼第1期広報委員長選任）
- 2003年3月01日、釜山青年フォーラムの創立